# Leiothrix glandulifera
Leiothrix glandulifera är en gräsväxtart som beskrevs av Silveira. Leiothrix glandulifera ingår i släktet Leiothrix och familjen Eriocaulaceae. Inga underarter finns listade i Catalogue of Life.